# Правильний 8-симплекс
| 8-симплекс         | 8-симплекс                        |
| ------------------ | --------------------------------- |
|                    |                                   |
| Тип                | Правильний восьмивимірний політоп |
| Символ Шлефлі      | {3,3,3,3,3,3,3}                   |
| 7-вимірних комірок | 9                                 |
| 6-вимірних комірок | 36                                |
| 5-вимірних комірок | 84                                |
| 4-вимірних комірок | 126                               |
| Комірок            | 126                               |
| Граней             | 84                                |
| Ребер              | 36                                |
| Вершин             | 9                                 |
| Вершинна фігура    | 7-симплекс                        |
| Двоїстий політоп   | Він же (самодвоїстий)             |

8-симплекс — правильний самодвоїстий восьмивимірний політоп. Має 9 вершин, 36 ребер, 84 трикутні грані, 126 тетраедричних комірок, 126 пятикомірникових 4-комірок, 84 5-комірок, що мають форму 5-симплекса, 36 6-комірок, що мають форму 6-симплекса і 9 6-комірок, що мають форму 7-симплекса. Його двогранний кут дорівнює arccos(1/8), тобто приблизно 82,82°.

## Інші назви
Також називається еннеазеттон або еннеа-8-топ, як 8-вимірний політоп, що має 9 гіперграней.

## Координати
8-сипмлекс можна розмістити у декартовій системі координат таким чином (довжина ребра тіла дорівнює 2 і центр припадає на початок координат):
{\displaystyle \left(1/6,\ {\sqrt {1/28}},\ {\sqrt {1/21}},\ {\sqrt {1/15}},\ {\sqrt {1/10}},\ {\sqrt {1/6}},\ {\sqrt {1/3}},\ \pm 1\right)}
{\displaystyle \left(1/6,\ {\sqrt {1/28}},\ {\sqrt {1/21}},\ {\sqrt {1/15}},\ {\sqrt {1/10}},\ {\sqrt {1/6}},\ -2{\sqrt {1/3}},\ 0\right)}
{\displaystyle \left(1/6,\ {\sqrt {1/28}},\ {\sqrt {1/21}},\ {\sqrt {1/15}},\ {\sqrt {1/10}},\ -{\sqrt {3/2}},\ 0,\ 0\right)}
{\displaystyle \left(1/6,\ {\sqrt {1/28}},\ {\sqrt {1/21}},\ {\sqrt {1/15}},\ -2{\sqrt {2/5}},\ 0,\ 0,\ 0\right)}
{\displaystyle \left(1/6,\ {\sqrt {1/28}},\ {\sqrt {1/21}},\ -{\sqrt {5/3}},\ 0,\ 0,\ 0,\ 0\right)}
{\displaystyle \left(1/6,\ {\sqrt {1/28}},\ -{\sqrt {12/7}},\ 0,\ 0,\ 0,\ 0,\ 0\right)}
{\displaystyle \left(1/6,\ -{\sqrt {7/4}},\ 0,\ 0,\ 0,\ 0,\ 0,\ 0\right)}
{\displaystyle \left(-4/3,\ 0,\ 0,\ 0,\ 0,\ 0,\ 0,\ 0\right)}